# Банковская лицензия
Банковская лицензия (англ. banking license) — разрешение в форме индивидуально определённого документа центрального банка, выданное банку или небанковской кредитной организации и санкционирующее осуществление ими определенных видов банковских операций.
По мнению ряда экономистов банковская лицензия — это государственная лицензия на осуществление банковских операций, в том числе даёт право на привлечение денежных средств на депозиты, осуществление расчётов через открытые банковские счета, валютные операции. Лицензирование рассматривают как первую ступень участия государства в регулировании банковского сектора. В некоторых государствах лицензированием занимается более чем один государственный орган, а для полноценной работы универсальному банку может потребоваться разное количество лицензий. Обязательное лицензирование банковской деятельности в настоящее время общепринято, соответствующий подход к банковской деятельности нормативно закреплён практически во всех национальных правовых системах, а также в Основополагающих
принципах эффективного банковского надзора, принятых Базельским комитетом по банковскому надзору при Банке международных расчётов в 2012 году.

## Выдача лицензии
Банковские лицензии обычно выдаются государственным органом, осуществляющим контроль-надзорные функции в отношении банковской системы, в случае, если подающие заявку организации отвечают всем законным требованиям. Эти требования могут включать минимальные требования к уставному капиталу, минимальное количество директоров, особенное место жительства акционеров, распределение пакетов акций, раскрытие информации об акционерах. Эти требования могут различаться в разных государствах и варьироваться в зависимости от вида запрашиваемой лицензии. Некоторые юрисдикции, иногда также называемые налоговыми убежищами, имеют репутацию стран с низкими стандартами банковского лицензирования: зачастую лицензии там предоставляются, к примеру, подставным компаниям или компаниям с номинальными директорами или с фиктивными акционерами и т. д. Предоставление лицензии может представлять собой длительную, сложную и дорогостоящую процедуру. Генеральная банковская лицензия позволяет банку участвовать во всех банковских операциях, таких как банковское обслуживание физических лиц, эквайринг, управление денежными средствами, управление активами и торговля. Заявитель может подать заявку на получение ограниченной банковской лицензии, такой, например, как лицензия на банковскую деятельность в оффшорах.